# Untertakten
Untertakten (englisch underclocking) ist das Modifizieren der Taktfrequenz eines Mikroprozessors so, dass er mit einer niedrigeren als vom Hersteller vorgesehenen Taktfrequenz läuft. Untertakten ist damit das Gegenstück zum deutlich häufiger durchgeführten Übertakten.
Ein Mikroprozessor wird meist untertaktet, um seine elektrische Leistungsaufnahme und damit die Wärmeerzeugung zu reduzieren. Dies kann zum Ziel haben, die Systemstabilität in sehr warmen Computersystemen zu erhöhen oder mit einer sparsameren und somit meist auch leiseren Kühlung des Mikroprozessors auszukommen. In Extremfällen kann sogar vollständig zugunsten einer Passivkühlung auf aktive Kühlung verzichtet werden. Durch die geringere Verlustleistung erhöht sich die Lebensdauer der Hardware. Beim Untertakten ist allerdings gewöhnlicherweise ein Verlust an Rechenleistung hinzunehmen. Auf modernen Notebooks (Baujahr nach 2000) und Desktop-PC (Baujahr nach 2005) findet meist automatisch ein am Bedarf an Rechenleistung orientiertes automatisches Untertakten der CPU statt, um die Leistungsaufnahme zu minimieren.
Neben der CPU kann auch der Grafikprozessor auf der Grafikkarte und der Speichertakt 
des Arbeitsspeichers untertaktet werden.
Ebenso wie es Übertaktungswettbewerbe gibt, gibt es Untertaktungswettbewerbe mit dem Ziel, eine möglichst niedrige Taktfrequenz mit einem bestimmten Mikroprozessor zu erreichen.